# Tre tristi tigri
Tre tristi tigri (Tres tristes tigres) è un film del 1968 diretto da Raúl Ruiz.

## Riconoscimenti
- 1970 - Festival del cinema di Locarno
  - Pardo d'Oro alla maggioranza